# جهان صنعت
جهان صنعت از روزنامه‌های صبحگاهی و چاپ ایران است که با رویکرد تحلیلی، بیشتر در حوزه اقتصاد فعالیت دارد.

## توقیف روزنامه

### ۱۳۹۹
روز ۲۰ مرداد ۱۳۹۹، این روزنامه از سوی هیئت نظارت بر مطبوعات توقیف شد. محمدرضا سعدی، مدیر مسئول روزنامه جهان صنعت، با تأیید توقیف این روزنامه گفت که گزارش صفحه جامعه با عنوان «به آمار دولتی اعتماد نیست» (مورخ ۱۹ مرداد ۱۳۹۹) علت توقیف روزنامه بوده‌است.
در این گزارش گفت‌وگویی با محمدرضا محبوب‌فر، عضو ستاد ملی مقابله با کرونا منتشر شده بود که در آن محبوب‌فر گفته بود آمارهای وزارت بهداشت ایران از تعداد مبتلایان و مرگ‌ومیر ناشی از ویروس کرونا، «یک بیستم آمار حقیقی است» و به آن نمی‌توان اعتماد کرد. او این آمار را «مهندسی‌شده» خوانده و گفته بود که صرفاً «بر اساس ملاحظات سیاسی و امنیتی به جامعه تزریق می‌شود».
سازمان گزارشگران بدون مرز، توقیف این روزنامه و سرکوب رسانه‌ها و روزنامه‌نگارانی را که تلاش در انتشار مستقل اطلاعات دارند، محکوم کرد. گزارشگران بدون مرز با اشاره به آنچه پنهان‌کاری دربارهٔ شمار قربانیان کرونا در ایران و سرکوب اطلاع‌رسانی مستقل نامید، نوشت که این اقدامات، افزایش خطر مرگ را در پی دارد.

### ۱۴۰۱

شماره شنبه ۲۸ آبان ۱۳۰۱ روزنامه جهان صنعت که باعث توقیفش شد.

این روزنامه در ۳۰ آبان ۱۴۰۱ و دو روز پس از انتشار یادداشت انتقادی صادق زیباکلام دربارهٔ کشته‌شدن کیان پیرفلک و نیز استفاده برخی نیروهای امنیتی از مواد روان‌گردان برای جلوگیری از تردیدشان در کشتن معترضان در حمله به بازار ایذه، توقیف شد. صادق زیباکلام روز شنبه ۲۸ آبان در یادداشتی با عنوان «چه کسی کیان را کشت»، به مقایسه گفته‌های مادر کیان پیرفلک از یک سو و مقامات جمهوری اسلامی از سوی دیگر پرداخته و گفته بود: «بنده اگر پلیسی بودم که دنبال اصل ماجرا و قاتل می‌گشتم حتماً سخنان مادر کیان را باور می‌کردم.»